# Дівчина рамен
«Дівчина рамен» (англ. The Ramen Girl) — американо-японська комедія-драма 2008 року.

## Сюжет
Еббі, американська дівчина, їде в Токіо до свого хлопця Ітана. Вже наступного ранку Ітан каже їй, що він повинен їхати в Осаку у відрядження і розлучається з нею. Еббі йде до маленького кафе рамену, де шеф-кухар Маезумі та його дружина Рейко не розуміють її та дають їй миску рамену, і їжа їй дуже подобається. Вона намагається заплатити за їжу, шеф-кухар і його дружина відмовляються.
Наступного дня вона повертається і з'їдає ще одну миску рамену. Нового дня знов приходить, але їй кажуть, що в них закінчився рамен. Побачивши опухлі щиколотки Рейко, Еббі наполягає на тому, щоб допомогти. Вночі вона непритомніє і засинає. Її відправляють до себе, але коли вона йде геть, вона розуміє, що хоче готувати рамен. Еббі благає Маезумі навчити її готувати рамен. Він сперечається, але врешті поступається. У наступні тижні Маезумі сподівається, що вона кине, але Еббі щораз повертається. Згодом Еббі навчилася готувати рамен, але майстер-кухар каже, що локшина Еббі хороша, але він не може дати їй свого благословення, кажучи, що їй потрібно більше часу та стриманості. Маезумі змушений припинити свій бізнес і каже Еббі, що вона є наступником його кафе рамену. Еббі повертається в Америку, але перед цим Маезумі дарує їй ліхтар, який 45 років висів біля його кафе рамену.

## У ролях
| Актор          | Роль    |
| -------------- | ------- |
| Бріттані Мерфі | Еббі    |
| Нісіда Тосіюкі | Маезумі |
| Денієл Еванс   | Чарлі   |
| Теммі Бланшар  | Гретхен |
| Йо Кіміко      | Рейко   |
| Габріель Манн  | Ітан    |
| Пак Сохі       | Тосі    |